# Edmund Welles
Edmund Welles ist ein Bassklarinettenquartett aus San Francisco, bestehend aus Cornelius Boots, Sheldon Brown, Scott Hill und Aaron Novik. 
Die Gruppe spielt recht unterschiedliche Musikstile, von Gospel zu Jazz zu Heavy Metal. Sie haben eigene Versionen von Liedern gemacht, die von Gruppen wie Radiohead, Primus, Black Sabbath, The Residents und Spinal Tap stammen. Den ersten Auftritt hatten sie im Jahre 1999, im August des Jahres 2005 veröffentlichten sie eine CD mit dem Namen Agrippa’s 3 Books.